# Santa Maria de Mont-rodon
Santa Maria de Mont-rodon és una església romànica de Tona (Osona) protegida com a Bé Cultural d'Interès Local.

## Descripció
Es tracta d'una església de planta rectangular amb una única nau amb el presbiteri quadrat i una petita cambra a la part nord. La coberta és amb volta de canó i teulat. A la façana de ponent es pot veure la porta oberta entre 1678 i 1691, moment en què es construeix una cambra al costat nord de l'immoble entre els contraforts. Aquesta façana queda coronada amb una espadanya.
L'any 1983 la porta de ponent va quedar tapiada per l'actual propietari del casal i es va tornar a obrir l'original, a la façana nord. També es va reconstruir la imatge gòtica del segle xiv i es van millorar els accessos.
La tomba de la família Mont-rodon, esculpida amb la figura d'un cavaller jacent a la llosa central i dos escuts de la família, es conserva al casal de Mont-rodon.